# Глобс
«Глобс» (ивр. גלובס‎) — ежедневная израильская газета, посвященная экономическим и финансовым вопросам, выходит на иврите. В Интернете есть также и на английском. Выходит с 1983 года, изначально как приложение к газете Маарив.
Внешне отличается от остальных газет тем, что печатается на бумаге розового цвета.
Сайт газеты на февраль 2024 года занимал 25 место по популярности среди сайтов Израиля.

## Главные редакторы газеты
- Мати Голан (1988—1992)
- Адам Барух (1992—1996)
- Хагай Голан (1997 — н. в.)